# Primera divisió espanyola de futbol 1953-1954
El Reial Madrid Club de Futbol va guanyar el seu tercer títol 21 anys després. El fitxatge d'Alfredo Di Stéfano va ser fundamental per l'èxit blanc, aquest va marcar 27 gols, aconseguint ser el màxim golejador del torneig. També va debutar pel conjunt campió Paco Gento, extrem esquerre que també aconseguiria molts títols pel club.

## Equips participants
| Club                | Ciutat        | Estadi        |
| ------------------- | ------------- | ------------- |
| Atlético Bilbao     | Bilbao        | San Mamés     |
| Atlético Madrid     | Madrid        | Metropolitano |
| Barcelona           | Barcelona     | Les Corts     |
| Celta               | Vigo          | Balaídos      |
| Deportivo La Coruña | La Corunya    | Riazor        |
| Espanyol            | Barcelona     | Sarrià        |
| Jaén                | Jaén          | La Victoria   |
| Osasuna             | Pamplona      | San Juan      |
| Oviedo              | Oviedo        | Buenavista    |
| Real Gijón          | Gijón         | El Molinón    |
| Reial Madrid        | Madrid        | Chamartín     |
| Real Santander      | Santander     | El Sardinero  |
| Reial Societat      | Sant Sebastià | Atotxa        |
| Sevilla             | Sevilla       | Nervión       |
| València            | València      | Mestalla      |
| Valladolid          | Valladolid    | Municipal     |
| Zaragoza            | Saragossa     | Torrero       |

## Classificació general
| Pos | Equip               | PJ | PG | PE | PP | GF | GC | DG  | Pts | Classificació o descens |
| --- | ------------------- | -- | -- | -- | -- | -- | -- | --- | --- | ----------------------- |
| 1   | Reial Madrid (C)    | 30 | 17 | 6  | 7  | 72 | 41 | +31 | 40  | Campió                  |
| 2   | Barcelona           | 30 | 16 | 4  | 10 | 74 | 39 | +35 | 36  |                         |
| 3   | València            | 30 | 14 | 6  | 10 | 69 | 51 | +18 | 34  |                         |
| 4   | Espanyol            | 30 | 14 | 6  | 10 | 50 | 36 | +14 | 34  |                         |
| 5   | Sevilla             | 30 | 15 | 2  | 13 | 57 | 49 | +8  | 32  |                         |
| 6   | Atlético Bilbao     | 30 | 12 | 8  | 10 | 54 | 44 | +10 | 32  |                         |
| 7   | Deportivo La Coruña | 30 | 13 | 5  | 12 | 41 | 46 | −5  | 31  |                         |
| 8   | Real Santander      | 30 | 12 | 7  | 11 | 53 | 61 | −8  | 31  |                         |
| 9   | Reial Societat      | 30 | 11 | 7  | 12 | 44 | 58 | −14 | 29  |                         |
| 10  | Celta               | 30 | 12 | 5  | 13 | 47 | 54 | −7  | 29  |                         |
| 11  | Atlético Madrid     | 30 | 11 | 7  | 12 | 57 | 47 | +10 | 29  |                         |
| 12  | Valladolid          | 30 | 12 | 5  | 13 | 50 | 60 | −10 | 29  |                         |
| 13  | Osasuna (R)         | 30 | 12 | 4  | 14 | 46 | 54 | −8  | 28  | Promoció                |
| 14  | Jaén (R)            | 30 | 11 | 6  | 13 | 55 | 70 | −15 | 28  | Promoció                |
| 15  | Oviedo (R)          | 30 | 8  | 6  | 16 | 31 | 53 | −22 | 22  | Descens                 |
| 16  | Real Gijón (R)      | 30 | 7  | 2  | 21 | 44 | 81 | −37 | 16  | Descens                 |

## Resultats
| Casa \ Fora         | ATB | ATM | BAR | CEL | DEP | ESP | JAE | OVI | OSA | RGI | RMA | RSA | RSO | SEV | VAL | VAD |
| ------------------- | --- | --- | --- | --- | --- | --- | --- | --- | --- | --- | --- | --- | --- | --- | --- | --- |
| Atlético Bilbao     | —   | 1–1 | 2–1 | 5–1 | 3–0 | 0–0 | 0–0 | 4–0 | 0–1 | 3–1 | 2–3 | 5–1 | 1–3 | 2–2 | 1–2 | 2–1 |
| Atlético Madrid     | 2–5 | —   | 1–0 | 5–0 | 3–1 | 2–2 | 6–1 | 1–0 | 4–1 | 4–1 | 3–4 | 4–1 | 1–1 | 2–1 | 3–0 | 1–2 |
| Barcelona           | 2–0 | 1–1 | —   | 4–2 | 6–1 | 1–4 | 6–2 | 9–0 | 1–0 | 3–1 | 5–1 | 6–0 | 6–0 | 4–1 | 2–0 | 4–1 |
| Celta               | 4–2 | 1–0 | 0–0 | —   | 3–1 | 1–0 | 0–0 | 2–1 | 5–2 | 5–2 | 1–0 | 1–2 | 0–1 | 2–0 | 3–4 | 2–1 |
| Deportivo La Coruña | 2–0 | 1–0 | 1–0 | 0–0 | —   | 1–0 | 6–0 | 2–1 | 1–0 | 2–1 | 2–2 | 4–2 | 3–0 | 0–1 | 1–1 | 1–1 |
| Espanyol            | 0–0 | 3–1 | 0–1 | 4–0 | 2–0 | —   | 1–2 | 4–0 | 1–0 | 3–0 | 2–1 | 0–0 | 1–1 | 3–2 | 2–1 | 4–1 |
| Jaén                | 1–3 | 1–0 | 2–2 | 3–2 | 3–0 | 4–0 | —   | 2–2 | 5–3 | 6–1 | 1–2 | 4–2 | 1–1 | 3–1 | 3–1 | 4–2 |
| Oviedo              | 0–1 | 0–0 | 3–0 | 0–1 | 0–1 | 1–1 | 2–2 | —   | 3–0 | 1–0 | 0–4 | 2–1 | 1–3 | 3–1 | 2–1 | 3–1 |
| Osasuna             | 3–2 | 3–1 | 1–0 | 2–2 | 3–2 | 2–3 | 2–0 | 1–2 | —   | 3–2 | 1–1 | 2–1 | 2–1 | 1–0 | 2–2 | 4–0 |
| Real Gijón          | 1–2 | 4–2 | 0–1 | 1–0 | 2–3 | 0–1 | 2–1 | 0–0 | 3–4 | —   | 1–1 | 3–5 | 0–1 | 3–1 | 5–2 | 3–1 |
| Reial Madrid        | 2–3 | 2–1 | 5–0 | 3–0 | 2–1 | 4–3 | 6–0 | 1–0 | 2–0 | 4–0 | —   | 4–2 | 1–1 | 1–0 | 4–0 | 1–2 |
| Real Santander      | 1–1 | 2–2 | 4–3 | 1–0 | 0–0 | 2–1 | 3–1 | 1–1 | 3–0 | 3–1 | 1–1 | —   | 4–2 | 2–1 | 3–1 | 1–3 |
| Reial Societat      | 1–1 | 1–1 | 0–3 | 4–4 | 4–1 | 2–0 | 2–1 | 1–0 | 2–0 | 1–2 | 3–6 | 1–2 | —   | 3–2 | 0–3 | 1–0 |
| Sevilla             | 3–1 | 2–1 | 3–1 | 1–0 | 1–2 | 3–1 | 5–2 | 2–1 | 2–1 | 6–3 | 2–1 | 2–1 | 5–0 | —   | 1–1 | 3–1 |
| València            | 3–0 | 4–1 | 1–0 | 5–2 | 2–0 | 4–2 | 4–0 | 3–0 | 1–1 | 8–0 | 0–0 | 4–1 | 4–3 | 2–3 | —   | 3–3 |
| Valladolid          | 2–2 | 1–3 | 2–2 | 0–3 | 2–1 | 0–2 | 3–0 | 3–2 | 2–1 | 4–1 | 4–3 | 1–1 | 2–0 | 1–0 | 3–2 | —   |

### Promoció
| Pos | Equip           | PJ | PG | PE | PP | GF | GC | DG  | Pts | Classificació     |
| --- | --------------- | -- | -- | -- | -- | -- | -- | --- | --- | ----------------- |
| 1   | Málaga (O, P)   | 10 | 6  | 3  | 1  | 21 | 15 | +6  | 15  | A Primera Divisió |
| 2   | Hércules (O, P) | 10 | 5  | 3  | 2  | 16 | 10 | +6  | 13  | A Primera Divisió |
| 3   | Osasuna (R)     | 10 | 4  | 3  | 3  | 23 | 20 | +3  | 11  | A Segona Divisió  |
| 4   | Baracaldo       | 10 | 3  | 3  | 4  | 18 | 20 | −2  | 9   | A Segona Divisió  |
| 5   | Lleida          | 10 | 3  | 2  | 5  | 27 | 30 | −3  | 8   | A Segona Divisió  |
| 6   | Jaén (R)        | 10 | 1  | 2  | 7  | 15 | 25 | −10 | 4   | A Segona Divisió  |

| Casa \ Fora | BAR | HER | JAE | LER | MAL | OSA |
| ----------- | --- | --- | --- | --- | --- | --- |
| Baracaldo   | —   | 0–1 | 3–2 | 4–0 | 1–0 | 3–3 |
| Hércules    | 2–2 | —   | 2–0 | 6–1 | 1–1 | 2–0 |
| Jaén        | 0–0 | 0–1 | —   | 4–3 | 1–2 | 0–1 |
| Lleida      | 7–2 | 5–1 | 2–2 | —   | 1–2 | 2–2 |
| Málaga      | 3–2 | 0–0 | 3–2 | 5–3 | —   | 1–1 |
| Osasuna     | 2–1 | 1–0 | 8–4 | 2–3 | 3–4 | —   |

### Resultats finals
- Campió: Reial Madrid
- Descensos: CA Osasuna, Real Jaén, Real Oviedo i Sporting de Gijón
- Ascensos: Deportivo Alavés, UD Las Palmas, Málaga CF i Hèrcules CF.

## Màxims golejadors
| Posició | Jugador            | Equip               | Gols |
| ------- | ------------------ | ------------------- | ---- |
| 1       | Alfredo di Stéfano | Reial Madrid        | 27   |
| 2       | László Kubala      | Barcelona           | 23   |
| 3       | Faas Wilkes        | Valencia            | 18   |
| 4       | Adrián Escudero    | Atlético Madrid     | 16   |
| 5       | Roque Olsen        | Reial Madrid        | 15   |
| 6       | Pahiño             | Deportivo La Coruña | 14   |
| 6       | Just Tejada        | Barcelona           | 14   |
| 8       | Sabino Andonegui   | Osasuna             | 13   |
| 8       | Luis Molowny       | Reial Madrid        | 13   |
| 8       | Loren              | Sevilla             | 13   |

## Porter menys golejat
| Posició | Jugador            | Equip                  | Gols | Partits | Mitjana |
| ------- | ------------------ | ---------------------- | ---- | ------- | ------- |
| 1       | Juan Ignacio Otero | Deportivo de La Coruña | 35   | 25      | 1,40    |